# Peter Hlinka
Peter Hlinka (ur. 5 grudnia 1978 w Preszowie) – słowacki piłkarz występujący na pozycji pomocnika.

## Kariera
Peter Hlinka swoją karierę rozpoczął w Tatranie Preszów. W 2000 roku przeniósł się do Sturmu Graz, w którym zdołał zagrać w ledwie 8 meczach. Kolejnym klubem w jego karierze było SC Bregenz. Po 3 latach gry w tym klubie, Hlinka został piłkarzem stołecznego Rapidu Wiedeń. Następnie w sezonie 2007/2008 występował w bawarskim klubie FC Augsburg. W 2008 roku po raz kolejny został piłkarzem Sturmu. W lipcu 2010 roku odszedł do Austrii Wiedeń. W 2012 roku został zawodnikiem SC Wiener Neustadt. Grał też w Wackerze Innsbruck.